# Loganville (Georgia)
Loganville – miasto w Stanach Zjednoczonych, w stanie Georgia, w hrabstwie Gwinnett.